# Аденауэровская амнистия

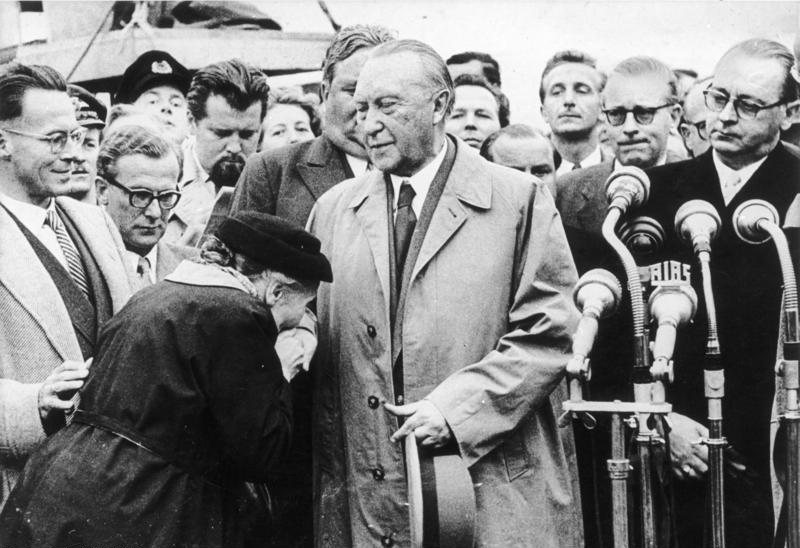
Мать военнопленного благодарит канцлера Конрада Аденауэра после его возвращения из Москвы 14 сентября 1955 г. в Кёльнском аэропорту. Справа: федеральный министр иностранных дел Генрих фон Брентано.

Адена́уэровская амни́стия — окончательная амнистия немецких военнопленных и гражданских лиц, интернированных и осуждённых на территории советской оккупационной зоны в послевоенные годы. Прошла в сентябре 1955 года. А. И. Солженицын упоминает об этом событии в своём исследовании «Архипелаг ГУЛАГ», называя его «Аденауэровской амнистией». В Германии её назвают «Возвращение десяти тысяч» (нем. Die Heimkehr der Zehntausend).

## Предыстория
Ещё Сталин предлагал Аденауэру через Красный крест договориться о судьбе военных, находящихся в тюрьмах СССР, после чего Красный крест обращался к канцлеру ФРГ за инструкциями. Резолюция Аденауэра: «Это вопрос не гуманитарный, а политический — чем дольше они сидят, тем лучше для нас».

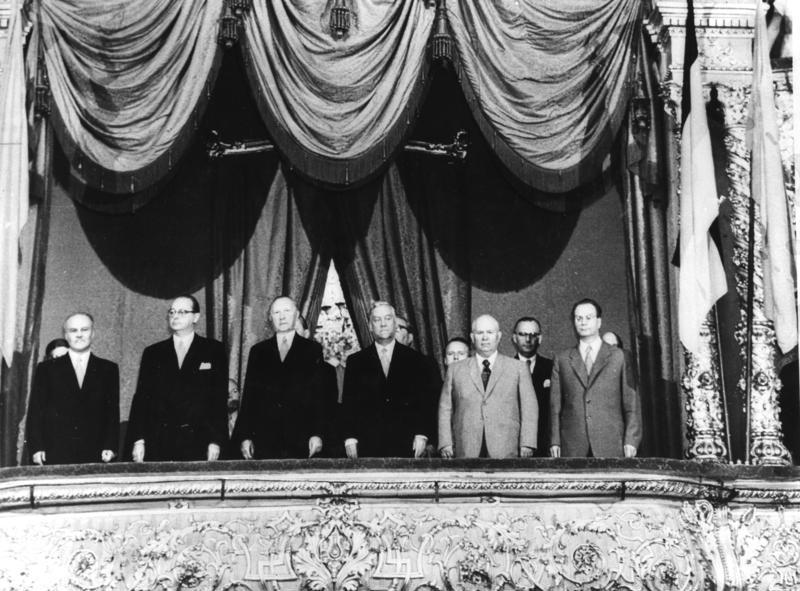
10 сентября 1955 года Делегация ФРГ и руководство СССР в правительственной ложе Большого театра во время исполнения государственных гимнов перед балетом С. Прокофьева «Ромео и Джульетта». Слева направо: В. М. Молотов, Генрих фон Брентано, Конрад Аденауэр, Н. А. Булганин, Н. С. Хрущёв, М. Г. Первухин.

6 июня 1955 года, через месяц после вступления в силу Парижских соглашений, посольство СССР в Париже связалось с посольством Германии и пригласило в Москву канцлера Конрада Аденауэра.  Ввиду последовательной, в том числе и военной ингерации Западной Германии и стран НАТО (ФРГ вступило в неё 9 мая 1955) это приглашение многими на Западе было расценено как сенсация. 8 сентября 1955 года Аденауэр вылетел со своей делегацией из 141 человека, включая известных юристов Ганса Глобке и Карло Шмида, с государственным визитом в Советский Союз. В это время все ещё оставалось почти 10 000 бывших немецких солдат и офицеров Вермахта и Ваффен-СС, а также около 20 000 гражданских лиц, интернированных в советской оккупационной зоне или ГДР и одном из четырёх секторов Берлина и осуждённых советскими военными трибуналами. Перед отъездом Аденауэр объявил, что возвращение заключённых будет самой важной темой переговоров в Москве. Дальнейшими пунктами переговоров, по мнению западногерманской делегации, должны были стать продолжение действия Парижских соглашений и возможность воссоединения Германии. Однако советское руководство официально не упоминало о проблеме военнопленных при подготовке государственного визита, а в основном указывало на возможное установление дипломатических отношений (Право на исключительный мандат). Хотя советское руководство хотело освободить военнопленных и заранее сигнализировало об этом руководству СЕПГ. Единственным спорным моментом оставалось тактически наиболее благоприятное время.

## Переговоры

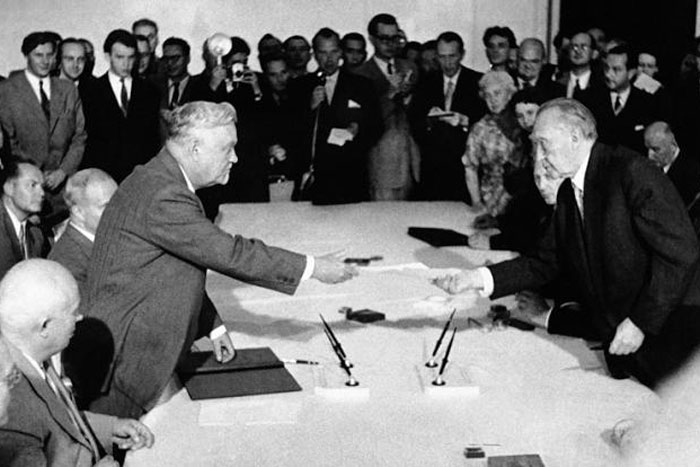
Н. А. Булаганин и К. Аденауэр обмениваются документами, 10 сентября 1955 года. Слева: Н. С. Хрущёв.

Как описал ситуацию министр иностранных дел ФРГ Хайнрих фон Брентано, переговоры выглядели как “разговор с вымогателями”. Аденауэр решил приспособиться к таким формам общения и оставить дипломатическую сдержанность. Он признал, что язык западных протоколов больше ему не поможет, позволил себе включиться в знаковую систему Хрущева и начал таким же образом провоцировать, кричать и угрожать. Ему неоднократно удавалось, вспоминает Вильгельм Греве, член делегации и сотрудник Министерства иностранных дел, “привести Хрущева в замешательство”.
Хотя Н. С. Хрущёв в первом разговоре заявил Аденауэру, что в СССР нет больше ни одного военнопленного, тем не менее к 12 сентября относительно быстро была достигнута договоренность о возвращении 10 000 военнопленных и установлении дипломатических отношений. Освобождение гражданских интернированных было согласовано лично между Аденауэром и Николаем Булганиным незадолго до окончания переговоров. Руководство ГДР подвергло критике соглашение между ФРГ и Советским Союзом за то, что оно не было связано с желаемым в ГДР официальным признанием Западной Германией.
Тезис, выдвинутый  в 2007 году бывшим восточно-германским политиком Хансом Райхельтом о том, что правительство ГДР вело кампанию за освобождение военнопленных, начиная с 1946 года было отвергнуто Карлом Вильгельмом Фрике как не подтверждённое исследованиями и конкретными данными.

## Репатриация
Прибывших после 1955 года военнопленных в Германии называли «поздними репатриантами». 7 октября 1955 года первые 600 человек из них прибыли в пограничный пересыльный лагерь Фридланд. Федеральный президент Теодор Хойс посетил их там несколько дней спустя. Он представлял больного федерального канцлера Аденауэра. В этой первой партии репатриантов были известные военные деятели: летчики-асы, потомки известных немецких семей, военачальники, такие как Эрих Хартманн, Харальд фон Болен унд Хальбах, граф Леопольд Фуггер фон Бабенхаузен, Вальтер фон Зейдлиц, Ганс Баур и Фридрих Фёрч. Кроме того властям ФРГ были переданы  нацистские преступники, виновные в массовых убийствах, такие как известные преступники из руководства концентрационных лагерей Курт Эккариус, Вильгельм Шуберт и Густав Зорге, или высокопоставленные офицеры СС, виновные в преступлениях против человечности, такие как Бруно Штреккенбах или Фридрих Панцингер.
Среди тех, кто вернулся в Германию, была огромная потребность представить Вермахт и каждого немецкого солдата — но в особенности лично себя — как достойных, законопослушных членов общества. 13 декабря 1955 года врач СС Эрнст Гюнтер Шенк и 596 других представителей Вермахта и Ваффен СС во Фридланде принесли так называемую «Клятву Фридланда» и заверили общественность в том, что они, якобы, действовали только в соответствии с законами войны и не грабили, не убивали, не оскверняли. В действительности это было лжесвидетельством.

## Освобождение гражданских лиц, арестованных в советской оккупационной зоне
Вместе с немецкими военопленными были освобождены многочисленные немецкие граждане, арестованные после войны и осуждённые советскими военными трибуналами. В частности, в рамках «Аденауэровской амнистии» был освобождён арестованный в ночь с 8 на 9 ноября 1951 года и получивший 25 лет ИТЛ ученик Брехта, поэт, прозаик и драматург Хорст Бинек.

## Освобождение пособников оккупантов
Помимо собственно немецких военнопленных, по этой амнистии были освобождены также некоторые советские граждане, осуждённые за «сотрудничество с оккупантами». 17 сентября 1955 был принят «Об амнистии советских граждан, сотрудничавших с оккупантами в период Великой Отечественной войны 1941—1945 гг.». Амнистия не распространялась на лиц, виновных в убийствах и истязаниях советских граждан, то есть карателях и других.

Солженицын писал: 
Вдруг совсем негаданно-нежданно подползла ещё одна амнистия — «аденауэровская», сентября 1955 года. Перед тем Аденауэр приезжал в Москву и выговорил у Хрущёва освобождение всех немцев. Никита велел их отпустить, но тут хватились, что несуразица получается: немцев-то отпустили, а их русских подручных держат с двадцатилетними сроками. Но так как это были всё полицаи, да старосты, да власовцы, то публично носиться с этой амнистией тоже не хотелось. Да просто по общему закону нашей информации: о ничтожном — трезвонить, о важном — вкрадчиво. И вот крупнейшая изо всех политических амнистий после Октября была дарована в «никакой» день, 9 сентября, без праздника, напечатана в единственной газете «Известия», и то на внутренней странице, и не сопровождалась ни единым комментарием, ни единой статьёй.

## Комментарии
1. ↑  Судьбы этой группы нацистов, переданных ФРГ, сложились по разному: Густав Зорге и Вильгельм Шуберт прибыли в ФРГ 14 января 1956 года, но 8 февраля они были снова арестованы. Предметом судебного разбирательства было участие в массовых убийствах 10 000 советских военнопленных в лагере Закстенхаузен. 6 февраля 1959 года суд вынес Зорге и Шуберту приговор в виде пожизненного лишения свободы и дополнительно 15 лет заключения. Было доказано личное участие Зорге в 67 убийствах, а Шуберта в 46. Зорге умер в заключении в 1978 году. Шуберт освобождён 31 января 1986 года после 41 года в заключении[13][14]. Курту Эккариусу, осуждённому советским трибуналом одновременно с Зорге и Шубертом, удалось избежать суда в ФРГ в 50-е годы, потому что в момент немецкого суда над его содельниками он был признан больным и проходил лечение. Вылечившись, он на работал на фарфоровой фабрике[15]. Но всё же 27 ноября 1962 года он был привлечён к уголовной ответственности за  расстрел заключённых в ночь с 28-го на 29-го апреля 1945 года во время роспуска лагеря. 30 ноября 1962 года суд приговорил его к четырём годам тюремного заключения за «убийство по неосторожности» 6 человек. Приговор вызвал крайнее недовольство общественности. 31 мая 1966 года его условно-досрочно освободили. Повторно Эккариуса судили в Мюнхене вместе с Францем-Ксавьером Эттлингером и Каспаром Дрекселем за расстрел в Заксенхаузене советских военнопленных. 22 декабря 1969 года он был приговорён к 8,5 годам лишения свободы[16]. В 1971 году был освобождён по состоянию здоровья[16][17].